# Манштейн, Эрих фон
Фриц Э́рих Георг Эдуард фон Манште́йн (фон Левински) (нем. Fritz Erich Georg Eduard von Manstein) (24 ноября 1887, Берлин, Германская империя — 10 июня 1973, Иршенхаузен, район Бад-Тёльц-Вольфратсхаузен, Бавария, ФРГ) — немецкий военачальник и нацистский военный теоретик, генерал-фельдмаршал (1942). Имел репутацию наиболее одарённого стратега в Вермахте и был неформальным лидером немецкого генералитета. Племянник фельдмаршала Гинденбурга.
Участник Первой и Второй мировых войн. Был начальником штаба в группе армий «Юг» под командованием генерал-полковника фон Рундштедта при захвате Польши в сентябре 1939 года. Выдвинул основную идею плана вторжения во Францию. С 1941 года участвовал на высших командных постах в войне против СССР. Командующий группой армий «Дон» и «Юг». В 1944 году был отправлен в отставку за постоянные разногласия с Гитлером. Обладатель трех степеней Рыцарского креста Железного креста (1940, 1943, 1944), обладатель Крымского щита (1942).
После окончания войны был приговорён британским трибуналом к 18 годам тюрьмы за «недостаточное внимание к защите жизни гражданского населения» и применение тактики выжженной земли. Освобождён в 1953 году по состоянию здоровья. Работал военным советником правительства Западной Германии.
Являлся идеологом манёвренной войны и стратегом блицкрига. В немецкой и американской историографии считается одним из наиболее выдающихся полководцев и стратегов Второй мировой войны.

## Биография

### Ранние годы
Родился в Берлине в семье немецкого генерала Фрица Эриха фон Левински (нем. Fritz Erich von Lewinski), выходца из потомственного прусского офицерства. Сразу при рождении был усыновлён семьёй генерала Георга фон Манштейна, сына Альбрехта Густава. Родная и приёмная матери — родные сёстры фон Шперлинг (младшая была бесплодна, поэтому средняя до рождения сына обещала подарить своего десятого ребёнка ей на воспитание). Когда родился Эрих, генерал Левински послал Манштейнам телеграмму: «У вас мальчик. Мать и ребёнок чувствуют себя хорошо. Поздравляю».
16 предков по прямой генеалогической линии Манштейна были генералами прусско-немецкой или русской службы. Однако не только по отцовской линии, но и по материнской в роду было много генералов.
В 1895—1900 годах учился в лицее Фюстель де Куланжа в Страсбурге. В 1900—1902 годах учился в кадетской школе, в 1902—1906 годах — в военном училище. С марта 1906 года — на службе в элитном 3-м прусском пехотном гвардейском полку в чине фенриха (кандидат в офицеры). В январе 1907 года присвоено звание лейтенант (со стажем с июня 1905 года). В 1913—1914 годах был слушателем военной академии.

### Первая мировая война
В начале Первой мировой войны — адъютант батальона в звании обер-лейтенанта во 2-м гвардейском резервном полку. Начал войну в Польше, где в ноябре 1914 года был тяжело ранен. После ранения в июле 1915 года произведён в капитаны, назначен адъютантом и офицером генерального штаба в армейской группе «Гальвиц», принимает участие в наступлении в Российской Империи и Сербии. В конце марта 1916 года переведён на Западный фронт. Служил адъютантом при штабе 12-й армии, затем офицером генштаба при штабе 2-й и 1-й армии. После сражения при Вердене был назначен начальником оперативного управления 4-й кавалерийской дивизии. С мая 1918 года вступил в ту же должность в 213-й ударной пехотной дивизии. В Первую мировую войну награждён Железными крестами 2-й (в октябре 1914 года) и 1-й (в ноябре 1915 года) степеней, а также прусским Рыцарским крестом с мечами (в 1918 году).

### Между мировыми войнами
После войны служил в рейхсвере: с 1 октября 1921 года по 1 октября 1923 года — командир роты 5-го пехотного полка, затем занимал различные штабные должности, а в 1927 году получил звание майора. С сентября 1929 года работал в военном министерстве, а с 1 октября 1932 года — командир батальона 4-го пехотного полка в звании подполковника. 1 февраля 1934 года назначен начальником штаба 3-го военного округа, включавшего Берлин, был полковником. С 1 июля 1935 года — начальник оперативного управления, а с 6 октября 1936 года — 1-й обер-квартирмейстер Генерального штаба, генерал-майор. В связи с делом Бломберга — Фрича был 4 февраля 1938 года снят с должности и назначен командиром 18-й пехотной дивизии. Был в эти годы инициатором введения в немецкой армии штурмовой артиллерии, а в марте 1938 года составил военные планы оккупации Австрии. В своих мемуарах он говорит о том, что ни один немецкий командующий не верил в возможность начала войны с Польшей, однако сам он в 1939 году был направлен на разработку плана польской кампании.

### Вторая мировая война

#### Война в Европе
В ходе Польской кампании (сентябрь-октябрь 1939) был начальником штаба группы армий «Юг», в звании генерал-лейтенанта. Получил планки к Железным крестам 2-й и 1-й степени (то есть повторные награждения). С февраля 1940 года — командир 38-го корпуса, в звании генерала пехоты (присвоено 1 июня 1940 года).
Именно Манштейн предложил идею основного удара танковыми частями через Арденнские горы. В своих мемуарах Манштейн писал:

Оперативные планы главного командования армии выглядели в существенных деталях не более, чем повторением всем известного плана Шлиффена образца 1914 года. Мне показалась в корне неверным, что нам досталась столь печальная участь — повторять чужие старые рецепты даже если их автором является сам Шлиффен
— Эрих фон Манштейн «Потерянные победы», цит. по: Гвидо Кнопп «История вермахта: итоги», СПб.: Питер, 2009, 272 с. ISBN 978-5-388-00299-0, с. 50
Между тем, союзники ожидали именно повторения плана Шлиффена и сосредоточили свои основные силы на севере, у границ Бельгии. Манштейн предложил воспользоваться этим обстоятельством для нанесения неожиданного удара с юга. Согласно плану Манштейна, танковые войска должны были, перейдя Арденны, форсировать Маас вблизи Седана и затем, оторвавшись от пехоты, быстрым темпом выйти по широкой дуге к побережью Ла-Манша, отрезав таким образом северную группировку.
Военное командование сочло план Манштейна излишне рискованным, но его поддержал Гитлер. План был принят и привёл к блестящему успеху: через пять недель правительство Франции капитулировало, а британский экспедиционный корпус с большим трудом эвакуировался из Дюнкерка, оставив всё тяжелое вооружение. По результатам кампании Манштейн был награждён Рыцарским крестом Железного креста (19 июля 1940 года).

#### Восточный фронт
Войну против Советского Союза начал командиром 56-го моторизованного корпуса в составе группы армий «Север», которые вторглись в Прибалтику. В первую неделю войны корпус прорвал оборону Северо-Западного фронта и, преодолев около 200 километров, достиг стратегически важного моста через Западную Двину в районе Даугавпилса, где 28 июня 1941 года отразил атаку 21-го механизированного корпуса.
Однако после этого был вынужден ожидать отставшие пехотные части. 2 июля возобновил наступление, но вскоре потерпел серьёзное поражение в ходе советского контрудара под Сольцами. Затем в районе Демянска участвовал в разгроме 34-й советской армии. Осенью 1941 года, командуя 11-й армией (с сентября 1941 года), захватил большую часть Крыма.
В мае 1942 года войска под командованием Манштейна разбили силы Крымского фронта (см. Керченско-Феодосийская десантная операция). В июле 1942 года 11-я армия штурмом взяла Севастополь (см. Оборона Севастополя). За взятие Севастополя Манштейн произведён в чин генерал-фельдмаршала (1 июля 1942 года).
После этого 11-ю армию под командованием Манштейна перебросили для решающего штурма Ленинграда. Однако наступление советских войск Волховского фронта сорвало планы немецкого командования.
С ноября 1942 года командовал группой армий «Дон». Зимой 1942—1943 года пытался деблокировать армию Паулюса из Сталинградского котла. Операция «Винтергевиттер» закончилась неудачей. 6-я армия была принесена в жертву под Сталинградом потому, что у Манштейна были основания опасаться за сохранность всего южного крыла восточного фронта германской армии.
Как непосредственный командир генерала Паулюса, он так и не отдал прямого приказа на выход из окружения 6-й армии. Между тем, 6-я армия сковывала под Сталинградом большие силы Красной Армии, и если бы эти силы были высвобождены, то крах южного крыла был бы вопросом времени. Всю вину за гибель 6-й армии фельдмаршал Манштейн возложил на Гитлера и на нерешительность Паулюса.
С февраля 1943 по март 1944 года командовал группой армий «Юг». В марте 1943 года осуществил операцию по обороне Харькова (Третья битва за Харьков), за что 14 марта 1943 года награждён Дубовыми Листьями (№ 209) к Рыцарскому кресту. Командовал наступлением Вермахта на южном (Прохоровском) участке Курской дуги и отражением советского наступления в Изюм-Барвенковской операции и Миусской операции. Командовал немецкими войсками в битве за Днепр, а затем — южным крылом немецких войск на правобережной Украине.
Зимой—весной 1944 года потерпел тяжёлое поражение на Корсунь-Шевченковском выступе, когда занимавшая его мощная группировка немецких войск, на которую Манштейн возлагал надежды по контрудару, была окружена силами 1-го и 2-го Украинских фронтов. Нарушив приказ Гитлера, отдал приказ на отступление, в результате чего около половины войск вышло из окружения (40 000), потеряв при этом значительную часть тяжёлого вооружения.
Весной 1944 года в ходе Проскуровско-Черновицкой операции Советской армии подчинённая Манштейну 1-я танковая армия попала в окружение. В результате Манштейн 30 марта 1944 года был награждён Мечами (№ 59) к Рыцарскому Кресту с Дубовыми Листьями, но после этого отстранён от должности (заменён фельдмаршалом Моделем) и зачислен в резерв фюрера. Проживал в своём имении.

### Действия в Крыму и отношение к евреям
20 ноября 1941 года Манштейн издал приказ, в котором говорил о необходимости «жестокого наказания» советских евреев:

Еврейство представляет собой посредническое звено между врагом в нашем тылу и Красной Армией. Гораздо сильнее, чем в Европе, они удерживают все ключевые позиции в политическом руководстве и администрации, коммерции и торговле и являются зачинщиками всех беспорядков и бунтов.
Еврейская большевистская система должна быть уничтожена раз и навсегда, чтобы никогда не вторгнуться в наше жизненное пространство в Европе. Немецкий солдат, таким образом, решает не только задачу сокрушения военного потенциала этой системы. Он выступает как носитель расовой концепции и как мститель за все жестокости, совершённые против него и немецкого народа.
Солдат должен понимать необходимость жестокого наказания еврейства — носителя самого духа большевистского террора. Это также необходимо для того, чтобы пресечь в зародыше все попытки восстаний, которые в большинстве случаев организованы евреями.

В приказе также говорилось, что в связи с продовольственной ситуацией в Германии войска должны в максимально возможной степени вывезти все запасы к себе «на родину». При этом, как признавал Манштейн, «во вражеских городах значительная часть населения будет голодать».
Историк Валерий Энгель, говоря о роли в Холокосте приказа Манштейна, отмечал, что для истребления евреев «в советской кампании германское командование впервые задействовало и армию, поскольку советские евреи воспринимались не только как евреи вообще, а как основные „носители“ большевистского духа».
После занятия немецкими войсками Крыма в конце октября 1941 года было убито около пяти тысяч крымчаков и около восемнадцати тысяч евреев. Оккупационные власти не были уверены относительно принадлежности крымчаков к «еврейской расе», поэтому сделали запрос в Берлин, где им ответили, что крымчаки также должны уничтожаться. Согласно отчёту, айнзацгруппой СС D, с 16 ноября по 15 декабря 1941 года в Западном Крыму было уничтожено 2504 крымчака. 11 декабря немцы расстреляли близ деревни Мазанка крымчаков из Симферополя, 4 декабря — крымчаков в Феодосии и Керчи. 18 января 1942 года в Карасу-Базаре около двух тысяч крымчаков было отравлено газом в «душегубках».
В других своих приказах Манштейн рекомендовал натравливать крымских татар и мусульман на партизан. Непосредственная вина Манштейна в преступлениях против евреев, однако, не была доказана в ходе суда над ним, и вышеприведённые документы являются лишь косвенными указаниями.

### После Второй мировой войны
В мае 1945 года был арестован британскими войсками, попав в лагерь в Лунберге. Осенью 1946 года был переправлен в специальный лагерь для офицеров высшего ранга в Великобритании, в Германию вернулся летом 1948 года.
Как военный преступник, в декабре 1949 года был приговорён британским военным трибуналом в Гамбурге к 18 годам тюрьмы за «недостаточное внимание к защите жизни гражданского населения» и применение тактики выжженной земли, позднее срок был снижен до 12 лет. Освобождён в 1953 году по состоянию здоровья.
После освобождения канцлер Конрад Аденауэр пригласил Манштейна в качестве внештатного советника по вопросам обороны, организации бундесвера и разработки военной доктрины ФРГ.
Автор мемуаров «Утерянные победы» (1955) и «Из солдатской жизни 1887—1939» (1958). До своей смерти жил с семьёй в городе Иршенхаузен в Баварии. Умер от инсульта в ночь с 9 на 10 июня 1973 года. Похоронен с военными почестями в Дорфмарке.
«Times» опубликовала некролог по поводу смерти фельдмаршала 13 июня 1973 года.

## Семья
10 июня 1920 года Манштейн женился в Лорцендорфе (округ Намслау) на Ютте-Сибилле фон Леш (1900—1966).
У них было трое детей: Гизела (1921—2013), Геро (1922—1942) и Рюдигер (1929—2019). Старший сын Геро фон Манштейн, лейтенант 51-го полка 18-й моторизованной дивизии, выполнявший в своём подразделении функции порученца, погиб 29 октября 1942 года на Восточном фронте при взрыве авиабомбы, когда нёс приказ командиру взвода.

## Награды
- Железный крест, 1-го и 2-го класса (1914)
  - Пряжки к железным крестам 1-го и 2-го класса
- Рыцарский крест королевского ордена Дома Гогенцоллернов с мечами.
- Гамбургский Ганзейский крест.
- Нагрудный знак «За ранение» (1918) 3-й степени.
- Румынский Орден Михая Храброго 3-го и 2-го класса.
- Румынский Орден Звезды Румынии, офицер.
- «Крымский щит» в золоте (одно из двух награждений в истории)
- Рыцарский крест Железного креста (19 июля 1940) с дубовыми листьями и мечами
  - листья (14 марта 1943)
  - мечи (30 марта 1944)
- Упоминался в «Вермахтберихте» (11 октября 1941, 12 октября 1941, 31 октября 1941, 19 мая 1942, 20 мая 1942, 2 июля 1942, 20 марта 1943, 4 августа 1943)

## Мемуары
- Манштейн Э. фон. Утерянные победы. — Ростов н/Д: Феникс, 1999.
- Манштейн Э. фон. Из жизни солдата. — М.: Феникс, 2000, 320 с.
- Манштейн, Эрих, фон. Утерянные победы. — М.: АСТ, СПб.: Terra Fantastica, 2002. — 896 c. — ISBN 5-17-010652-1 (АСТ); ISBN 5-7921-0240-6 (TF)
- Манштейн, Эрих, фон. Проигранные победы. Личные записки генерала Вермахта. — М.: Центрполиграф, 2008. — 575 c. — ISBN 978-5-9524-3941-2
- Манштейн, Эрих, фон. Утерянные победы. Воспоминания фельдмаршала. — М.: Астрель, 2012. — 832 c. — ISBN 978-5-271-40123-7
- Манштейн, Эрих, фон. Утерянные победы. — М.: АСТ, 2014. — 832 c. — ISBN 978-5-17-079134-7
- Манштейн, Эрих, фон. Утерянные победы. — М.: Алгоритм, 2014. — 640 с. — ISBN 978-5-4438-0645-7